# Padalica
Padalica je okomita ili kosa cijev kroz koju pada neosjetljivi sipki materijal na skladišta, u brodove i slično. Često su padalice izvedene teleskopski da bi se mogle prilagoditi visini padanja. Za velike visine u cijev se umeću limovi za skretanje, koji smanjuju brzinu padanja, oštećenje materijala i trošenje (habanje) cijevi. Tako nastaju stepenaste padalice koje se upotrebljavaju u rudnicima i za visine padanja veće od 600 metara.

## Gravitacijska prenosila
Na gravitacijskim prenosilima materijal se giba niz kosinu djelovanjem sile teže. Ona se veoma jednostavno grade i zahtijevaju veoma male troškove održavanja jer nemaju vlastitog pogonskog uređaja, pa se zbog toga često upotrebljavaju. Gravitacijska prenosila često se uvrštavaju između dvaju prenosila stalne dobave s pogonom, kao vezni članak u prijenosu. Nadalje, služe kao slagači robe na strojeve, te za strmo i okomito ubacivanje sipkog materijala i komadne robe. 

### Kliznica
Kliznice su gravitacijska prenosila izrađena od drva, umjetnog materijala, čeličnih limova ili limova od lakih metala. Klizne plohe kliznica često se oblažu specijalnim materijalima da bi se smanjilo trošenje (habanje) i trenje. Nagib kliznice ovisi o svojstvima materijala koji se prenosi. Nagib mora osigurati takvo klizanje materijala niz kosinu da bi brzina v na kraju kliznice ne postane prevelika. Gornja granica brzine iznosi od 1,5 do 2 m/s. Da bi se roba pokrenula, kut nagiba kliznice mora biti od 5° do 10° veći od kuta trenja mirovanja. Ako je djelić materijala težine G, što kliže niz kliznicu s kutom nagiba β, imao na početku brzinu v0, porast kinetičke energije tog djelića na kraju kliznice iznosi:
{\displaystyle \Delta E_{k}={\frac {G}{g}}\cdot {\frac {v^{2}-v_{0}^{2}}{2}}}
gdje je: g - ubrzanje sile teže (oko 9,81 m/s²). Djelić se ubrzava niz kliznicu zbog djelovanja sile G∙sinβ. Tom se gibanju suprotstavlja sila trenja između djelića i kliznice μ∙G∙cosβ, gdje je: μ - koeficijent trenja. Rad tih dviju sila na kliznici duljine l jednak je porastu kinetičke energije tog djelića materijala, pa je:
{\displaystyle {\frac {G}{g}}\cdot {\frac {v^{2}-v_{0}^{2}}{2}}=G\cdot (\sin \beta -\mu \cdot \cos \beta )\cdot l}
Sa 
{\displaystyle l={\frac {h}{\sin \beta }}}
dobiva se nagib kliznice:
{\displaystyle \tan \beta ={\frac {2\cdot g\cdot h\cdot \mu }{2\cdot g\cdot h-v^{2}+v_{0}^{2}}}}
i brzina v na kraju kliznice:
{\displaystyle v={\sqrt {2\cdot g\cdot h\cdot (1-\mu \cdot \cot \beta )+v_{0}^{2}}}}
Srednje vrijednosti kutova nagiba kliznica navedene su u sljedećoj tablici:
| Vrsta materijala     | Kutovi nagiba kliznica |
| -------------------- | ---------------------- |
| Vreće                | od 25° do 30°          |
| Kameni ugljen        | od 20° do 30°          |
| Koks                 | 28°                    |
| Žitarice (zrno)      | od 30° do 35°          |
| Rudača, šljunak      | od 40° do 50°          |
| Kuhinjska sol        | 50°                    |
| Smeđi ugljen (rovni) | 60°                    |
| Brašno, pepeo        | od 60° do 80°          |

Klizne plohe ravnih kliznica oblikuju se kao žljebovi pravokutnog ili polukružnog oblika. Za prašinasti materijal upotrebljavaju se zatvoreni žljebovi ili cijevi. 
Ako nema dovoljno mjesta da se postave ravne kliznice, grade se zavojne kliznice sa žlijebom što se ovija kao zavojnica oko okomite osi. Unutrašnji rub žlijeba pričvršćen je na središnji stup, ili je vanjski rub žlijeba pričvršćen na unutrašnju stijenu cijevi velikog promjera. Zavojne kliznice vanjskog promjera od 1 do 1,5 m imaju maseni protok od 200 do 500 t/h sipkog materijala (na primjer ugljena, pijeska, šljunka). U usporedbi s ravnim kliznicama zavojne kliznice imaju prednost u tome što je ubrzanje materijala manje zbog povećanja trenja djelovanjem centrifugalne sile).

### Pneumatska kliznica
Pneumatske kliznice veoma su prikladne za prijenos prašinastih i sitnozrnatih materijala, kao na primjer cementa, gipsa, šećera, brašna i ugljene prašine. Takve kliznice prenose materijal kao da je u stanju sličnom tekućem stanju. Zrak pod tlakom od 102 do 105 kPa struji iz zračnog kanala kroz porozni pod u materijal koji treba prenositi. Kad tlak zraka premaši tlak kojim materijal djeluje na pod, mirujući materijal prelazi u takozvani vrtložni sloj. Između djelića materijala, nošenih strujom zraka, smanjuje se trenje na veoma malu vrijednost, pa se materijal ponaša slično tekućini. Kaže se da je materijal fluidiziran. Kliznica ima mali nagib, obično od 1 do 6° (do 15°), pa fluidiziran sipki materijal teče niz kosinu zbog djelovanja sile teže. Žlijeb kliznice može biti otvoren ili zatvoren, već prema vrsti materijala koji se prijenosi. Pneumatske kliznice sa žlijebom širine od 125 do 630 mm imaju volumni protok od 7 do 720 m3/h. Snaga motora kompresora iznosi oko 0,8 kW po metru duljine prijenosnog (transportnog) puta. Prednosti su pneumatskih kliznica prema mehaničkim prenosilima stalne dobave: jednostavna i jeftina konstrukcija, velika pogonska pouzdanost i mala potrošnja energije. Nedostatak im je što za prijenos materijala trebaju određenu visinu.